# Bursitis retrocalcània
La bursitis retrocalcània és una inflamació de la bossa situada entre el calcani i la superfície anterior del tendó d'Aquil·les. Es produeix habitualment en associació amb artritis reumatoide, espondiloartropaties, gota i traumatismes.
El dolor sol ser a la part posterior del taló i la inflor apareix al costat lateral o medial del tendó.